# مصلح (اسم)
مصلح هو اسم علم مذكر من أصل عربي، ومعناه هو من الفعل أصلح، مقوم الفساد، مزيل الصعاب الموفق بين القوم، ملازم الصلاح.

## شخصيات تحمل الاسم
- مصلح أشقر (1940 – )
- مصلح الدين السروري (عالم مسلم تركي عثماني، 1492 – 1562)
- مصلح الدين القسطلاني
- مصلح الدين النقشبندي (1920 – 12 مايو 1996)
- مصلح الشيخ (لاعب كرة قدم سعودي، 25 أبريل 1996 – )
- مصلح العازمي (سياسي كويتي، 1992 – 9 أغسطس 2005)
- مصلح جميل (صحفي سعودي)

## وصلات خارجية
- موسوعة السلطان قابوس لأسماء العرب